# Smartsville (Kalifornija)
Smartsville je naseljeno područje za statističke svrhe u američkoj saveznoj državi Kalifornija. Prema popisu stanovništva iz 2010. u njemu je živjelo 177 stanovnika.